# Mycobacteriales
Ordre
Synonymes
- Corynebacteriales Goodfellow & Jones 2015 (nom. illeg.)
- Mycobacteriales Cavalier-Smith 2002 (nom. illeg.)

Les Mycobacteriales sont un ordre de bactéries à Gram positif de la classe des Actinomycetes. Il comprend plusieurs genres dont certaines espèces sont des pathogènes humains tels que Corynebacterium, Mycobacterium ou encore Nocardia.

## Taxonomie
L'ordre des Mycobactériales a été décrit en 1924 par Janke et amendé par Gupta et al. en 2019. Les familles membres de cet ordre forment un clade monophylétique dans les arbres phylogénétiques basés sur l'analyse du gène de l'ARNr 16S et sur de grands sets de données de séquences protéiques.
Le genre type de cet ordre est le genre Mycobacterium (Lehmann and Neumann, 1896) (Approved Lists 1980) amendé par Gupta et al. en 2018.

## Phylogénie
La taxonomie actuellement[Quand ?] acceptée est basée sur la LPSN,. La phylogénie est basée sur l'analyse du génome entier des bactéries appartenant aux familles comprises dans cet ordre.

## Liste de familles
Selon LPSN (14 mai 2025) :
- Corynebacteriaceae Lehmann & Neumann 1907
- Dietziaceae Rainey et al. 1997
- Gordoniaceae Rainey et al. 1997
- Lawsonellaceae Nouioui et al. 2018
- Mycobacteriaceae Chester 1897
- Nocardiaceae Castellani & Chalmers 1919
- Segniliparaceae Butler et al. 2005
- Speluncibacteraceae Lee et al. 2024
- Tsukamurellaceae Rainey et al. 1997